# Smbat Margarian
Smbat Margarian –en armenio, Սմբատ Մարգարյան– (17 de marzo de 1993) es un deportista armenio que compite en halterofilia. Ganó tres medallas en el Campeonato Europeo de Halterofilia entre los años 2010 y 2015.

## Palmarés internacional
| Campeonato Europeo | Campeonato Europeo  | Campeonato Europeo | Campeonato Europeo |
| Año                | Lugar               | Medalla            | Categoría          |
| ------------------ | ------------------- | ------------------ | ------------------ |
| 2010               | Minsk (Bielorrusia) | Medalla de plata   | 56 kg              |
| 2014               | Tel Aviv (Israel)   | Medalla de bronce  | 56 kg              |
| 2015               | Tiflis (Georgia)    | Medalla de plata   | 56 kg              |